# خير (جرندة)
بلدية خير (بالإسبانية: Ger) هي بلدية تقع في مقاطعة جرندة التابعة لمنطقة كتالونيا شمال شرق إسبانيا.

## الديموغرافيا
بلغ عدد سكان بلدية خير 467 نسمة عام 2011 (وفقاً للمعهد الوطني الإسباني للإحصاء).
| 288 | 356 | 401 | 433 | 444 | 450 | 467 |